# Hu Ge
Dans ce nom chinois, le nom de famille, Hu, précède le nom personnel Ge.
Hu Ge (hugh) (en chinois simplifié : 胡歌, en chinois traditionnel : 胡歌, en pinyin : hú gē) [ancien nom : Hu Ke (胡科)], né le 20 septembre 1982 à Shanghai, est un acteur et chanteur chinois très populaire en Chine pour les rôles qu'il a joués dans des séries télévisées ( Chinese Paladin) et plus généralement pour le rôle de Li Xiaoyao (littérairement "insouciant Lee" en français). En septembre 2012, il est nommé Best Newcomer au 31e prix des Cent Fleurs pour son rôle de Lin Juemin dans le film historique chinois 1911.

## Biographie
Il est né le 20 septembre 1982 à Shanghai. Son père est professeur de tennis, sa mère enseignante. Il étudie le théâtre dans l'Académie de théâtre de Shanghai et termine ses études en juillet 2005. Pendant ses études à l'Académie, Hu rencontre son meilleur ami Justin Yuan ainsi que Cecilia Han, avec qui il a collaboré plusieurs fois dans différentes séries chinoises.
En 2004, Hu devient célèbre grâce à son rôle de Li Xiaoyao dans la série chinoise Chinese Paladin, une adaptation d'un jeu vidéo RPG The Legend of Sword and Fairy. Hu chante également deux chansons pour cette série, ce qui lui permet de commencer une carrière musicale.

## Accident
Hu est blessé dans un accident de voiture le 29 août 2006 en conduisant de Hengdian à Shanghai sur l'autoroute à Jiaxing. Il survit après plusieurs opérations, mais son assistante meurt. Il est abandonne alors  son travail pendant un an. Le tournage de la série The Eagle Shooting Heroes (Shi Diao Ying Xiong Zhuan) (2008 TV series), dans laquelle il a joué le rôle principal, s'est temporairement interrompue à cause de son traitement.

## Filmographie
| Année         | Titre                                                               | Rôle             | Notes                                    |
| ------------- | ------------------------------------------------------------------- | ---------------- | ---------------------------------------- |
| 2002          | Feindre de ne pas avoir sentiment 假裝沒感覺                        | Kankan           |                                          |
| 2005          | Le Fantôme intérieur 疑神疑鬼                                       | Shen Lang        |                                          |
| 2006          | L'Appel No. 601 第601個電話                                         | Xiaowen          |                                          |
| 2008          | The Butterfly Lovers 武俠梁祝                                       | Ma Cheng'en      | alternative Chinese title Jiandie (剑蝶) |
| 2011          | 1911 辛亥革命                                                       | Lin Juemin       |                                          |
| 2012          | The Monkey King: Uproar in Heaven                                   |                  | dubbed Wen Qu Xing and two soldiers      |
| 2012          | McDull - Porc de la Musique                                         |                  | dubbed grown-up McDull                   |
| 2012          | Diva                                                                | Hu Ming          |                                          |
| 2019          | The Climbers                                                        | Yang Guang       |                                          |
| 2019          | Le Lac aux oies sauvages                                            | Zhou Zenong      |                                          |
| Prochainement | Trois vies trois monde, dix lis de fleur de pêcher 三生三世十里桃花 | Ye Hua / Mo Yuan |                                          |

| Année | Titre                                            | Rôle                                        | Notes |
| ----- | ------------------------------------------------ | ------------------------------------------- | ----- |
| 2003  | Dandelion 蒲公英                                 | Cheng Hao                                   |       |
| 2004  | Chinese Paladin 仙劍奇俠傳                       | Li Xiaoyao                                  |       |
| 2004  | Liaozhai - Xiaoqian 聊齋之小倩                   | Ning Caichen                                |       |
| 2005  | La Petite Fée 天外飛仙                           | Dong Yong                                   |       |
| 2005  | Till Death Do Us Apart 別愛我                    | Xu Feng                                     |       |
| 2006  | The Young Warriors 少年楊家將                    | Yang Yanzhao                                |       |
| 2008  | The Legend of the Condor Heroes 射鵰英雄傳       | Guo Jing                                    |       |
| 2009  | Chinese Paladin 3 仙劍奇俠傳三                   | Feipeng / Long Yang / Jingtian / Li Xiaoyao |       |
| 2010  | Le Mythe 神話                                    | Yi Xiaochuan / Meng Yi                      |       |
| 2010  | Café amer 苦咖啡                                 | Chen Cong                                   |       |
| 2010  | Le monde moderne 摩登新人類                      | Xie Feifan                                  |       |
| 2010  | Shangri-La 香格里拉                              | Tashi Phuntsok                              |       |
| 2011  | Invulnérable II' 無懈可擊之高手如林              | Xu Ran                                      |       |
| 2012  | l'Epée de Xuanyuan: Trace du Ciel 軒轅劍之天之痕 | Yuwen Tuo / Sword Fanatic                   |       |
|       | 刷新3+7                                          | 陳杰、罗跃然、二柱子、警察                  |       |
| TBA   | Ballade du Desert 大漠謠                         | Meng Jiu (Meng Ximo)                        |       |
| 2014  | L'apparte d'amour 4 爱情公寓4                    | Di Nuo                                      |       |
|       | Apocalypse de Vie 生活启示录                     | BAO Jiaming                                 |       |
|       | Légende du vent 风中奇缘                         | MO Xun                                      |       |
|       | 49 jours, Offrant 四十九日，祭                   | DAI Tao                                     |       |
| 2015  | Les déguiseurs                                   | MING Tai                                    |       |
|       | Nirvana en feu                                   | MEI Changsu, SU Zhe, LIN Shu                |       |
|       | Le temps de merveille                            | YUAN Hao                                    |       |
|       | 旋风十一人                                       | MU QI                                       |       |
|       | La chasee                                        | ZHENG Qiudong                               |       |
|       |                                                  |                                             |       |

,

## Discographie
| Année | Titre                      | Notes                             |
| ----- | -------------------------- | --------------------------------- |
| 2006  | Treasure/Trésor (珍惜胡歌) | EP                                |
| 2008  | Start/Départ (出发)        |                                   |
| 2010  | Blue Ray (蓝光)            | compris les chansons antérieures. |

| Année | Titre                                                      | Notes |
| ----- | ---------------------------------------------------------- | ----- |
| 2004  | Chinese Paladin OST (仙剑奇侠传)电视原声带                 |       |
| 2005  | The Little Fairy OST (天外飞仙)电视原声带                  |       |
| 2006  | Till Death Do Us Apart OST (别爱我)电视原声带              |       |
| 2007  | The Young Warriors OST (少年杨家将)电视原声带              |       |
| 2008  | Legend of the Condor Heroes 2008 OST (射雕英雄传)單曲      |       |
| 2009  | Chinese Paladin 3 OST (仙剑奇侠传三)电视原声带             |       |
| 2010  | The Myth OST (神话)单曲                                    |       |
| 2011  | The Vigilantes In Masks OST (怪俠一枝梅)单曲               |       |
| 2011  | Scarlet Heart OST (步步惊心)电视原声带                     |       |
| 2012  | Xuanyuan Jian: Tian Zhi Hen OST (軒轅劍之天之痕)电视原声带 |       |